# Ingemar Johansson
Jens Ingemar "Ingo" Johansson (Göteborg, 22. rujna 1932. - Onsala, 31. siječnja 2009.) bio je najbolji švedski boksač, profesionalni svjetski prvak u teškoj kategoriji.
U amaterskom boksu, Johansson je imao učinak od 61 pobjede (31 klasičnim nokautom) i 10 poraza. Najveće razočaranje svojim navijačima izazvao je na Olimpijskim igrama 1952. u Helsinkiju, kada je diskvalificiran u finalu olimpijskog turnira zbog pasivnosti u meču s američkim boksačem Edom Sandersom. Tek 30 godina kasnije Međunarodni olimpijski odbor (MOO) službeno mu je dodijelio srebrnu medalju.
Nakon toga Johansson prelazi u profesionalce i 1956. popularni "Ingo" osvaja naslov europskog profesionalnog prvaka 1956. nokautiravši Talijana Franca Cavicchija. Veliku je senzaciju napravio 26. lipnja 1959. godine kada je na stadionu Yankee u New Yorku u trećoj rundi nokautirao Amerikanca Floyda Pattersona i osvojio naslov svjetskog prvaka u teškoj kategoriji. Prije nego što je sutkinja Ruby Goldstein zaustavila borbu, Johansson je bacio Pattersona na pod ringa sedam puta. U manje od godinu dana, Patterson je vratio naslov pobijedivši Johanssona dva puta. Prvi meč održan je u New Yorku, kada je Patterson nokautirao Johanssona u petoj rundi. Master, odnosno treći meč, održan je u ožujku 1961. u Miamiju, a prije no što je nokautirao Johanssona u šestoj rundi, i sam je dva puta bio u nokdaunu. 
Johansson je nakon tog meča još nekoliko puta ulazio u ring i uvijek pobjeđivao. Godine 1962. uspio je nokautirati Engleza Dicka Richardsona i osvojiti još jedan naslov europskog prvaka. U profesionalnom ringu imao je ukupno 28 mečeva u kojima je upisao 26 pobjeda, od čega 17 nokautom i samo dva poraza, oba od Pattersona.
Johansson je bolovao od Alzheimerove bolesti, a prije smrti liječio se od upale pluća te je 31. siječnja navečer, nakon što je pušten iz bolnice na kućno liječenje, preminuo u 76. godini života.